# 库尔特·魏斯
库尔特·魏斯（德語：Kurt Weiß，1906年3月30日—1995年5月29日），德国男子曲棍球运动员。他曾代表德国参加1936年夏季奥林匹克运动会曲棍球比赛，获得一枚银牌。他也曾入选1928年奥运会德国曲棍球队阵容，但并未上场参赛。